# Gressoney-La-Trinité
Gressoney-La-Trinité (walser nyelven Greschòney Drifaltigkeit; frankoprovanszálul Gressonèy-La-Trinità; németülKressnau Dreifaltigkeit) egy község Olaszországban, Valle d’Aosta régióban.

## Elhelyezkedése

Gressoney-Saint-Jean község Valle d'Aosta térképén

A Valle del Lys völgyben található, a Monte Rosa hegy lábainál, a Lys forrásánál.

## Nyelv
Gressoney-La-Trinité egy német nyelvű község, amely a walser közösséghez tartozik. A lakosság által beszélt nyelv egy német dialektus, a titsch.

## Turizmus
Gressoney-La-Trinité alpesi üdülőhely, elsősorban a téli sportok rajongói körében.Számos sífelvonóval és pályával rendelkezik. A Monterosa Ski komplexum része.